# Unity (chanson)
Pour les articles homonymes, voir Unity.
Singles de Shinedown
Bully
(2010) Enemies
(2012)
Unity est le quinzième single du groupe Shinedown et le second de l'album Amaryllis sorti en 2012.

## Performance dans les charts
| Classement (2012)              | Meilleure position |
| ------------------------------ | ------------------ |
| États-Unis (Mainstream Rock)   | 1                  |
| Billboard Rock Songs           | 9                  |
| États-Unis (Alternative Songs) | 22                 |